# کاریویل (میزوری)
کاریویل (به انگلیسی: Curryville) یک شهر در ایالات متحده آمریکا است که در شهرستان پایک، میزوری واقع شده‌است. کاریویل ۰٫۷۰ کیلومتر مربع مساحت و ۲۲۵ نفر جمعیت دارد و ۲۴۹ متر بالاتر از سطح دریا قرار دارد.